# 세티 1세
세티 1세(Seti I, 기원전 1358년 ~ 기원전 1279년)는 고대 이집트 제19왕조 제2대 파라오( 재위:기원전 1290년 ~ 기원전 1279년)이다.